# Перистерона
Перистерона (грч. Περιστερώνα) је насељено место у општини Бешичко Језеро у периферији Средишња Македонија, Грчка. Према попису из 2021. године било је 240 становника.
Насеље је 1913. године имало 385 житеља Турака. Године 1924. турско становништво је принудно исељено у Турску а на њихово место су насељене грчке избегличке породице из Турске и неколико каракачанских породица. На попису из 1928. године Перистерона је имала 232 становника. Село се раније звало Угурли.